# Carrousel du Louvre

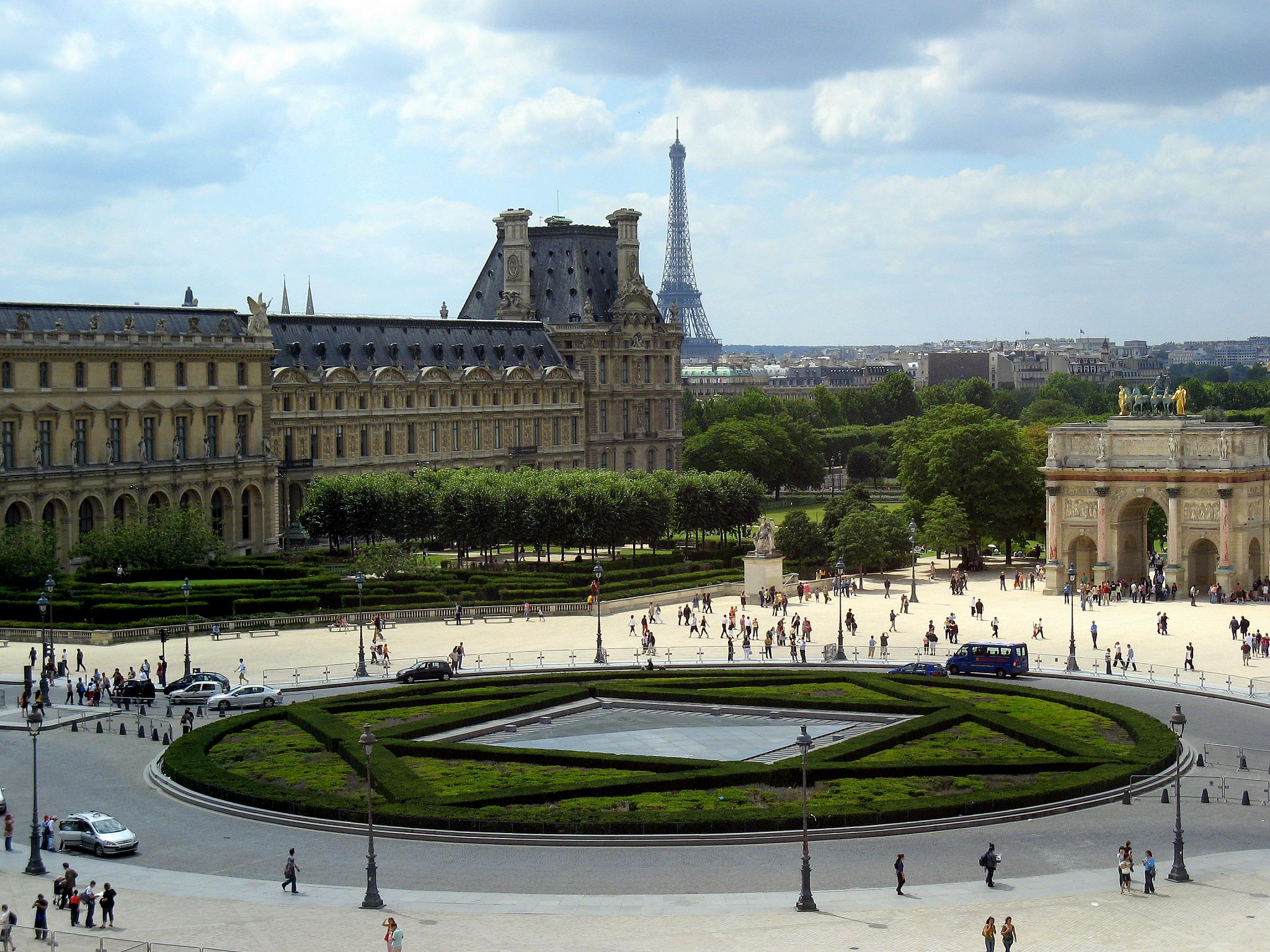
Blick auf die namensgebende Place du Carrousel. In der Mitte die quadratische Glasfläche der umgekehrten Pyramide, durch die das darunterliegende Einkaufszentrum Tageslicht erhält. Im Hintergrund ist der Pavillon de Flore des Louvre und in einiger Entfernung der Eiffelturm zu sehen.

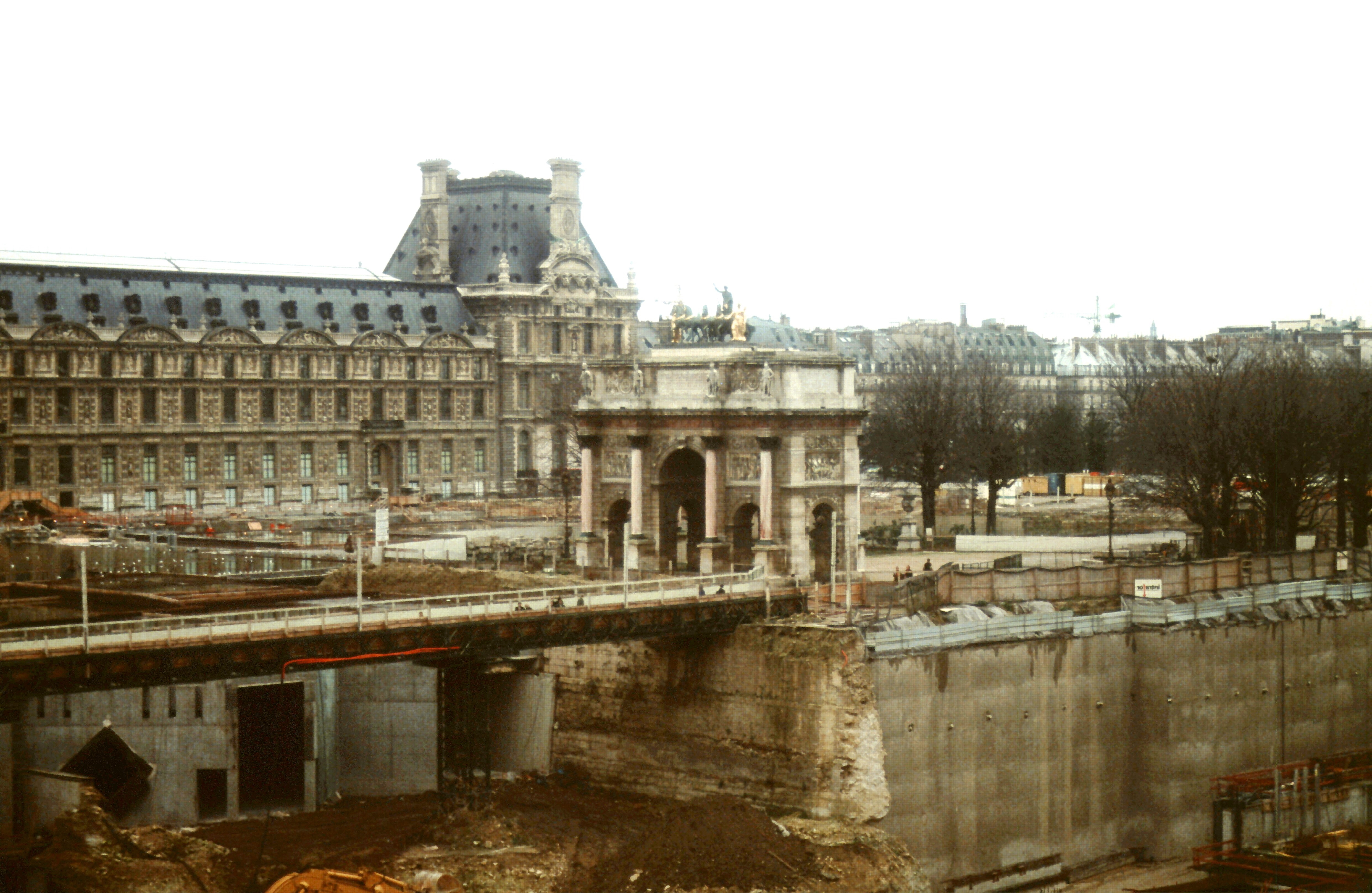
Arc de Triomphe du Carrousel Mitte der 1980er Jahre während der Tiefbauarbeiten für das Einkaufszentrum Carrousel du Louvre

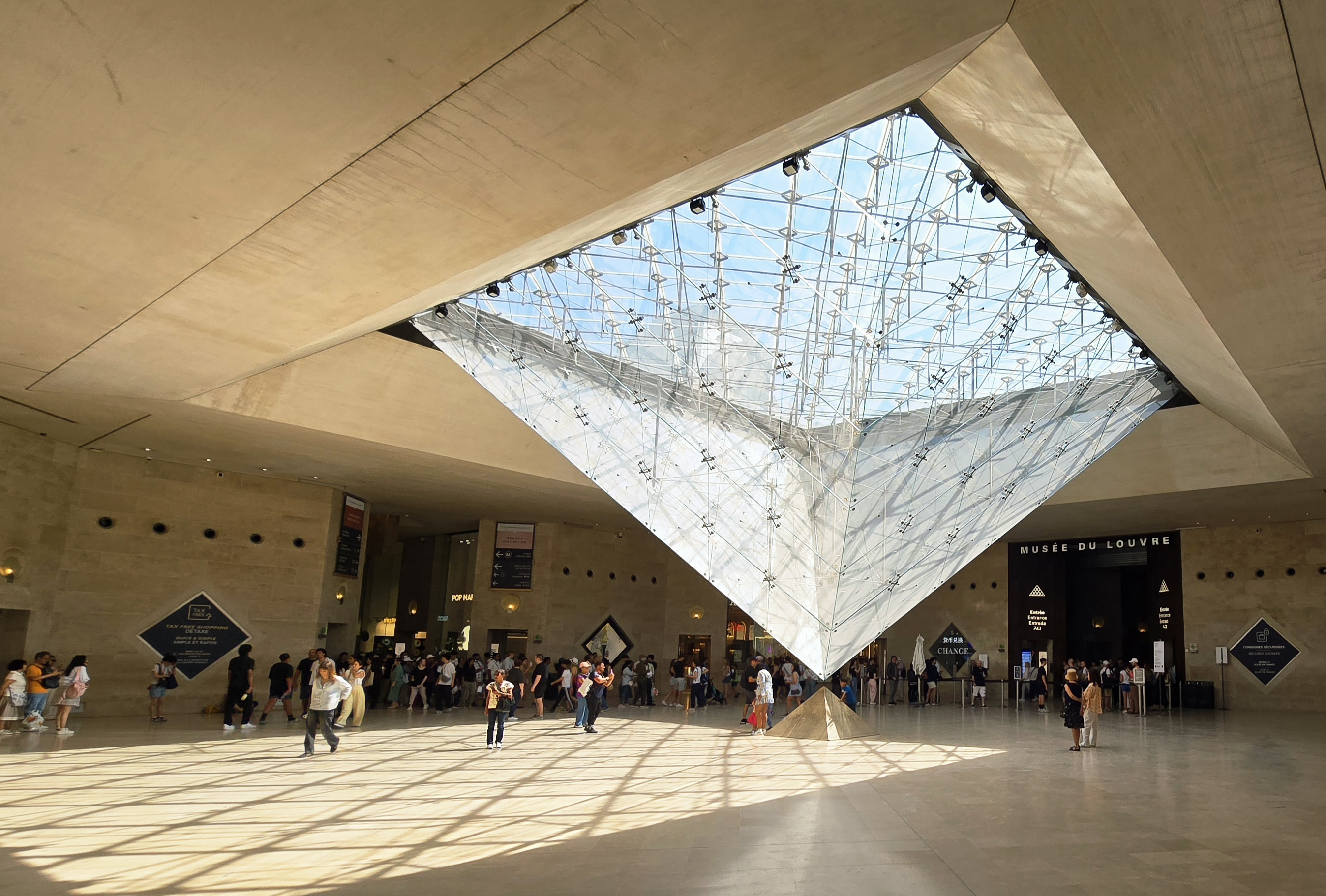
Umgekehrte gläserne Pyramide

Carrousel du Louvre ist der Name einer unterirdischen Einkaufspassage in Paris. Sie befindet sich an der Rue de Rivoli im 1. Arrondissement von Paris. Zur unmittelbaren Umgebung gehören der Arc de Triomphe du Carrousel, das Theater der Comédie-Française und die verschiedenen Museen im Palais du Louvre. Betreiber des Einkaufszentrums ist die zum Konzern Unibail-Rodamco gehörende Gesellschaft Viparis.

## Beschreibung
Große Teile des 10.200 m² großen Einkaufszentrums Carrousel du Louvre liegen unter dem Platz Place du Carrousel zwischen dem Marsan-Flügel und dem Flora-Flügel des Louvre. Unter dieser Freifläche wurden bei den seit den 1980er Jahren eingeleiteten Sanierungs- und Erweiterungsarbeiten des Louvre Fundamente der mittelalterlichen Burganlage, einem Vorgängerbau des heutigen Palais du Louvre freigelegt und konserviert. Diese archäologischen Grundmauern sind teilweise in der 1993 eröffneten unterirdischen Einkaufspassage für das Publikum sichtbar. In diesem Ausstellungsbereich sind zudem Skulpturen von der Fassade des zerstörten Palais des Tuileries ausgestellt.
Im Zentrum des Carrousel du Louvre befindet sich die gläserne umgekehrte Pyramide, deren quadratische Oberfläche auf Straßenniveau die Mitte des Place du Carrousel markiert und dessen Spitze das Tageslicht in die Einkaufspassage lenkt. Um diesen zentralen Punkt und in den davon abzweigenden Gängen finden sich verschiedene gastronomischen Einrichtungen und Verkaufsgeschäfte. Neben zahlreichen Anbietern der Textilbranche und Galerien, gibt es hier auch die 2009 als erster Apple Store in Frankreich eröffneten Verkaufsräume des Computerherstellers Apple. An das Carrousel du Louvre angeschlossen sind das hauseigene Kongresszentrum Viparis Carrousel du Louvre und der zur École du Louvre gehörende Vortragssaal Amphithéâtre Rohan mit 600 Plätzen. Durch die Passage Carrousel du Louvre ist zudem ein Zugang in das Musée du Louvre möglich. Das Einkaufszentrum verfügt über 615 Parkplätze, nächstgelegene Metrostation ist Palais Royal – Musée du Louvre.
2013 kamen etwa 16,7 Millionen Besucher in das Carrousel du Louvre. Es gehört damit zu den meistbesuchten Einkaufszentren in Frankreich. Am 3. Februar 2017 verübte ein Mann eine Messerattacke an einem Eingang zum Carrousel du Louvre, das daraufhin, ebenso wie der benachbarte Louvre, für mehrere Stunden geschlossen wurde. Die französische Regierung ging von einem Terroranschlag aus.

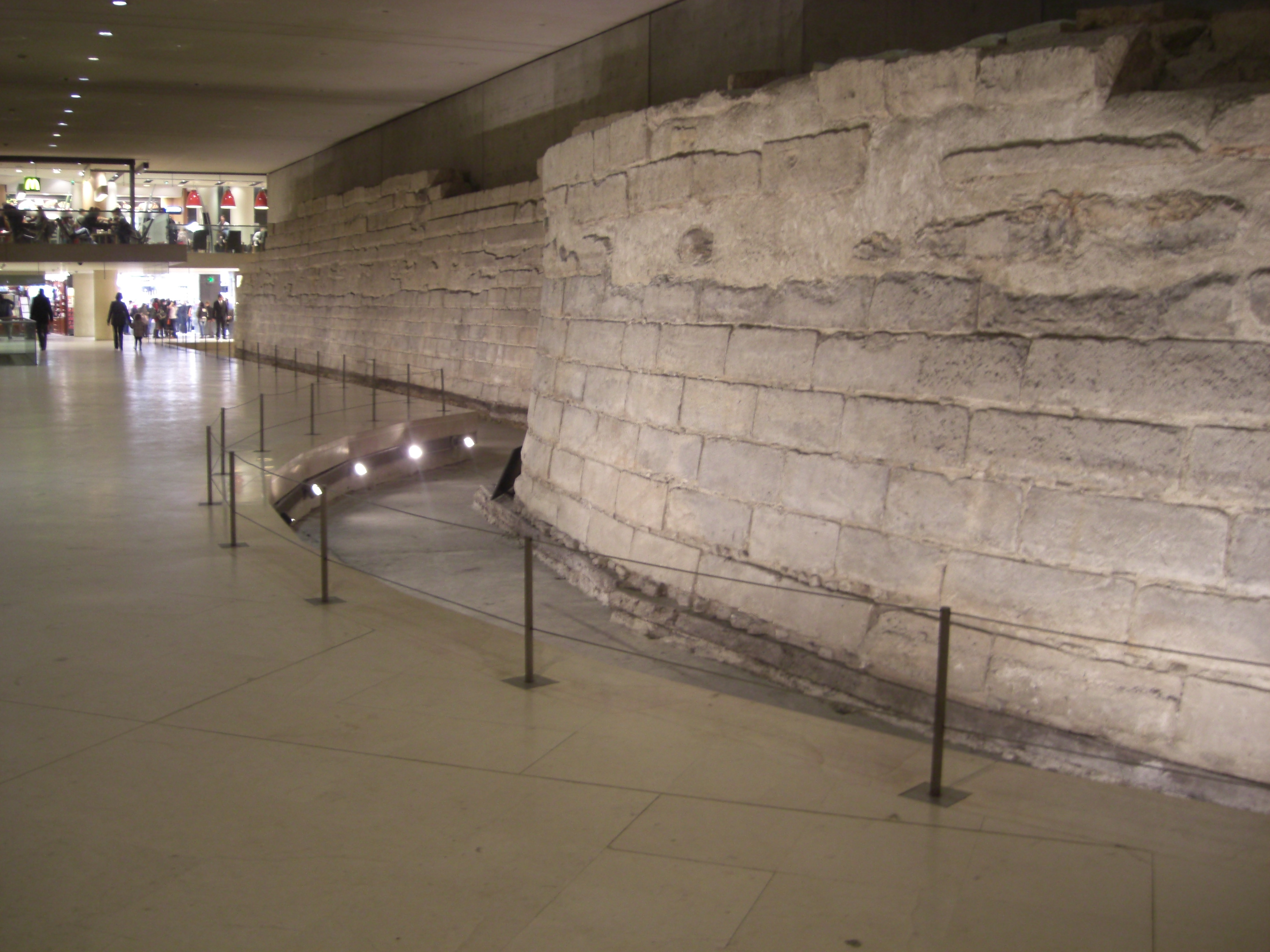
Grundmauern der mittelalterlichen Louvre-Burg, im Hintergrund Geschäfte und Restaurants der Einkaufspassage.
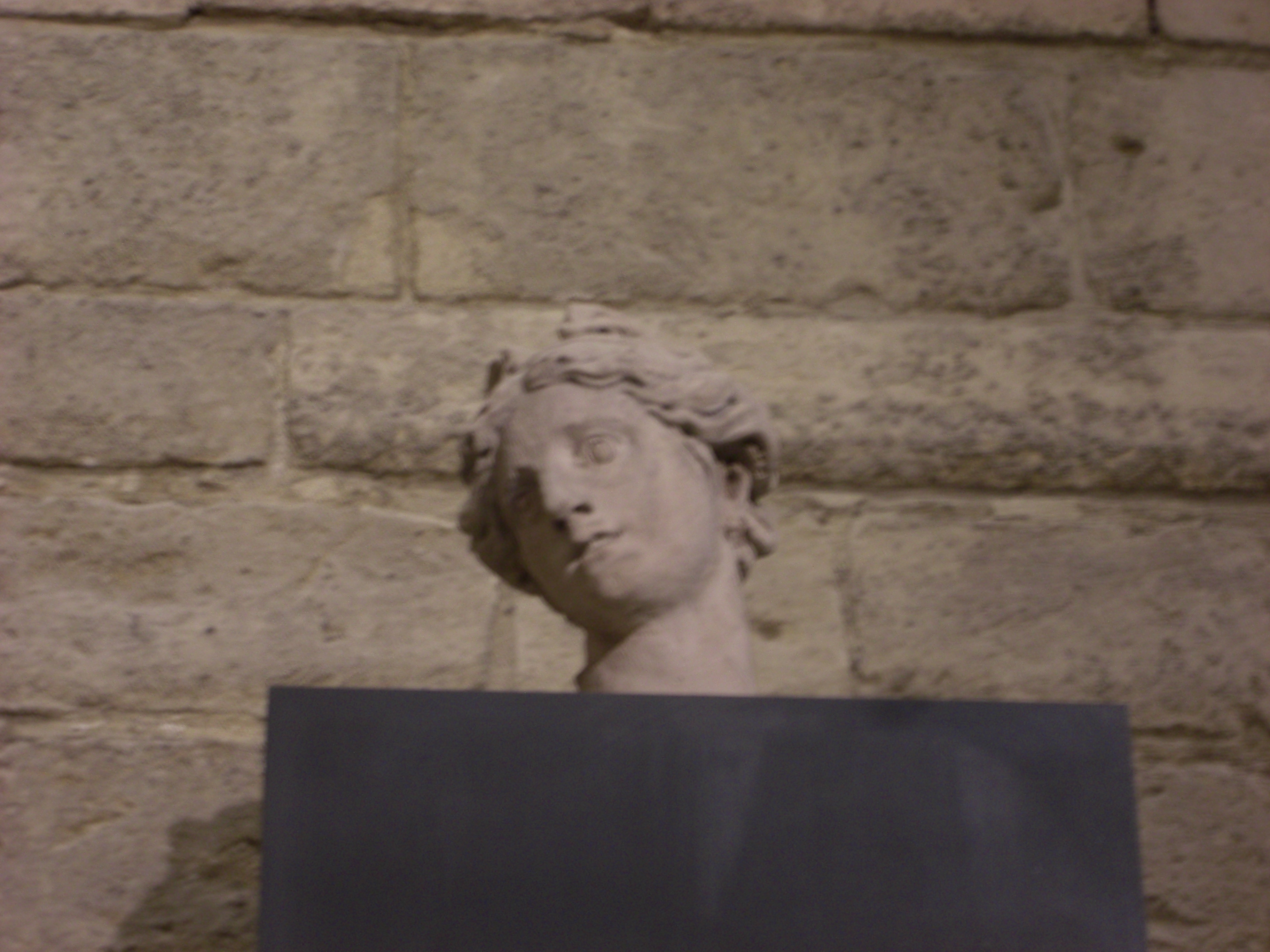
Fragment der Skulptur La Liberté aus dem zerstörten Palais des Tuileries, ausgestellt im Carrousel du Louvre

## Der Salon du Carrousel du Louvre
Jedes Jahr veranstaltet die Société Nationale des Beaux Arts, eine Künstlervereinigung, die 1861 von Louis Martinet und Théophile Gautier gegründet wurde, einen Salon im Carrousel du Louvre. Im Jahr 2018 stellten 600 Künstler ihre Werke vor rund 15.000 Besuchern aus. Der Salon des Beaux Arts zeigt Maler, Bildhauer, Graveure, Fotografen und Illustratoren und bietet seinen Gästen einen umfassenden Überblick über die Welt der zeitgenössischen Kunst.

### Goldmedaillen
- 2018: Walther Jaques[7]
- 2017: Thomas Dartigues, Tae Hue[8]
- 2016: Jean-Jacques Baumé, Yo Coquelin, Baichuan Dong, Jiaying He[9]
- 2013: Cao Jun[10]